# انند
انند، روستایی است از توابع بخش مرکزی شهرستان سوادکوه در استان مازندران ایران.انند کوه آب و هوای خوبی دارد. 

## جمعیت
این روستا در دهستان ولوپی قرار دارد و براساس سرشماری مرکز آمار ایران در سال ۱۳۸۵، جمعیت آن ۷۳ نفر (۲۱خانوار) بوده‌است.